# Kristo (Rapper)
Kristo (Кристо) ist ein bulgarischer Rapper. Unter seinem richtigen Namen Hristo Balabanov (Христо Балабанов) ist er als Schauspieler in Bulgarien und auch in amerikanischen Filmen tätig.

## Biografie
Ab dem Alter von fünf Jahren bekam Hristo Balabanov Klavierunterricht und Kampfsportstunden. Er besuchte eine englischsprachige Privatschule in Sofia und anschließend das renommierte Franklin & Marshall College in Pennsylvania an der amerikanischen Ostküste. Hauptstudiengang war Schauspiel.
Seit 2004 veröffentlicht Balabanov unter dem Rappernamen Kristo in seiner Heimat und erreichte einige Erfolge in den nationalen Charts von Bulgarien. Die Stücke Ostavam tuk und Poveche ot vsichko, beide zusammen mit der Sängerin Lora Karadjova, sind mit über vier Millionen Aufrufen bei YouTube seine erfolgreichsten Lieder im Internet. Als Schauspieler tritt er in bulgarischen Fernsehserien auf und ab 2011 hatte er auch einige Kleinrollen in US-amerikanischen Fernsehfilmen.

## Diskografie
Lieder
- Ostavam tuk / Kristo & Lora Karadjova (2011)
- Are dai pak / Kristo feat. Billy the Kid & Lexus (2011)
- Az i ti / Santra & Kristo (2011)
- The Race / Galia & Kristo feat. Dee (2011)
- Kak ne / Santra & Kristo (2012)
- Za teb / Kristo (2012, Platz 3 national[3])
- Poveche ot vsichko / Kristo & Lora Karadjova (2013, Nummer-eins-Hit national)
- Paradise / Kristo feat. Lora Karadjova (2014, Nummer-eins-Hit national)
- Aromata ti / Kristo feat. Santra (2014, Platz 5 national[4])
- Az moga / Kristo (2014)
- Igraem s teb dokray / Kristo feat. Zhana Bergendorff (2014, Nummer-eins-Hit national)
- No Mercy / Kristo feat. Lora Karadjova (2015, Nummer-eins-Hit national)
- 18 / Kristo (2015)
- Vij Kvo Stana / Kristo feat. Orlin Pavlov (2016)
- King / Kristo & Ivy (2016)
- Stupvai Smelo / Kristo (2016)
- Boomerang / Kristo ft. Eva (2017)
- Sladko & Soleno / Kristo ft. Bilana Lazarova (2017)
- Mama Bonita / Kristo ft. Eva (2020)
- Kapan / Kristo ft. Xanos
- Nov Smisul / Kristo ft. Lora Karadjova (2024)

## Filmografie
- 2011: Super Tanker (Fernsehfilm)
- 2011: Morlocks (Fernsehfilm)
- 2011: Rage of the Yeti – Gefährliche Schatzsuche (Rage of the Yeti) (Fernsehfilm)
- 2012: Undercover (Pod Prikritie/Под прикритие) (Fernsehserie, Episode 2x02)
- 2012: True Bloodthirst
- 2013: Yeti – Das Geheimnis des Glacier Peak (Deadly Descent) (Fernsehfilm)
- 2013: Company of Heroes
- 2013: Jet Stream (Fernsehfilm)
- 2013: Invasion Roswell (Fernsehfilm)
- 2013: Robocroc (Fernsehfilm)
- 2014: Firequake: Die Erde fängt Feuer (Firequake) (Fernsehfilm)
- 2015: Roboshark (Fernsehfilm)
- 2016: Jarhead 3 – Die Belagerung (Jarhead 3: The Siege)
- 2019: Absentia (Fernsehserie, Episode 2x01)